# ایالت شو
شو (چینی: 蜀؛ پین‌یین: Shǔ) ایالت تاریخی در استان سیچوآن امروزی چین طی حکومت دودمان ژو بود. شو در دشت چنگدو، در غرب حوضه سیچوان در امتداد شمال شرقی تا بالای دره رودخانه هان قرار داشت. در شرق آن اتحادیه قبیله‌ای با بود. ایالت چو در شرق رودهای هان و یانگ‌تسه قرار داشت. در شمال کوهستان چین‌لینگ، ایالت چین قرار داشت. در غرب و جنوب، مردم قبیله‌ای بودند که قدرت نظامی کمی داشتند.
ایالت مستقل شو در سال ۳۱۶ پ. م توسط ایالت چین فتح شد. اکتشافات باستان شناسی اخیر در سانشینگدوی و جینشا که تصور می‌شود مکان های فرهنگ شو هستند، نشان دهنده وجود تمدن منحصر به فرد در این منطقه قبل از فتح چین است.
در دوره‌های بعدی تاریخ چین، منطقه سیچوآن همچنان از روی نام این ایالت باستانی، به نام شو شناخته می‌شد و ایالت‌های بعدی که در همان منطقه تأسیس شدند نیز شو نامیده می‌شدند.

## فرهنگ سانشینگدوی

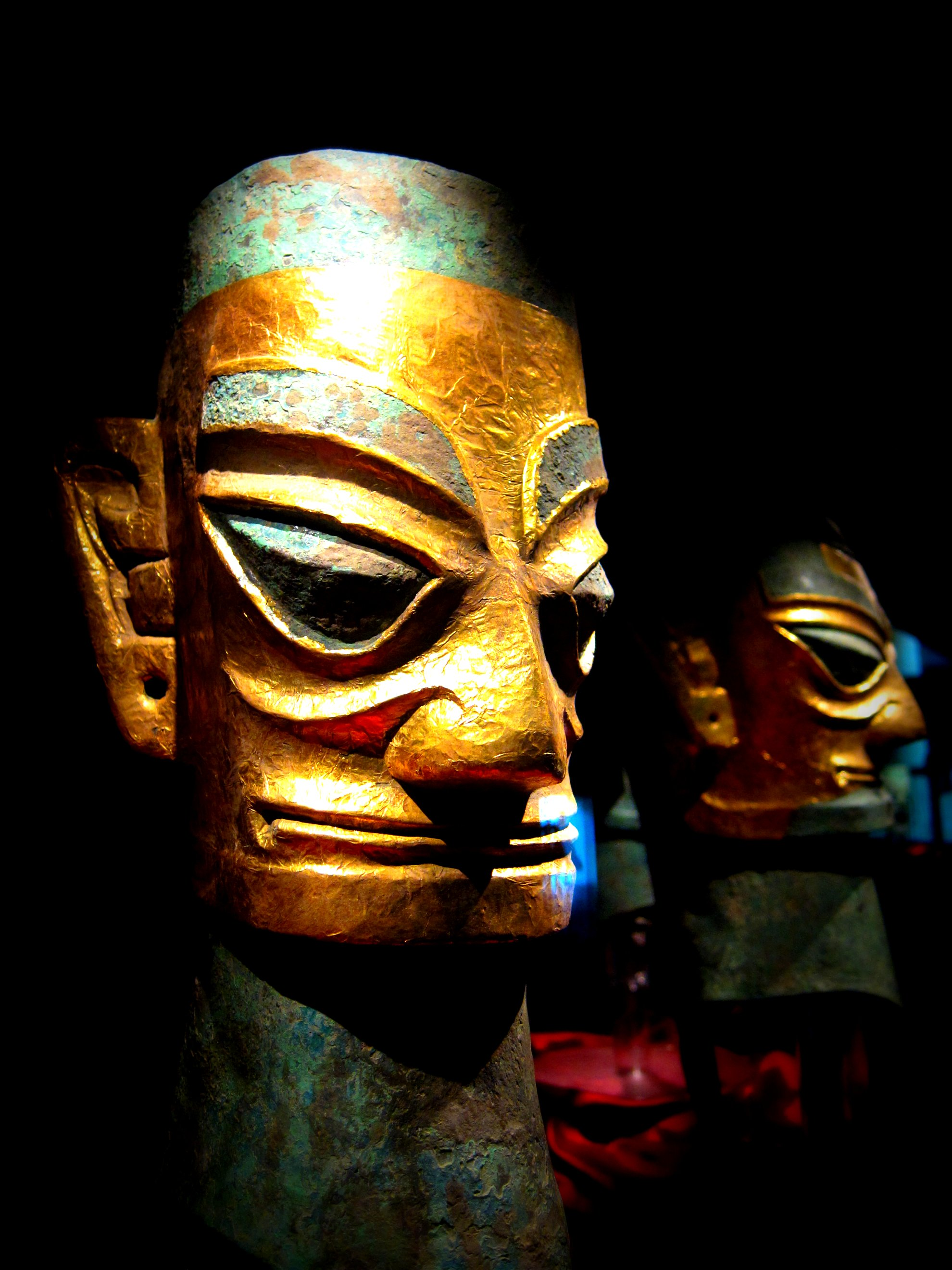
سر برنزی با ورق طلا که توسط ساکنان شو در قرن سیزدهم یا دوازدهم قبل از میلاد ساخته شده است.

پیش از سال ۳۱۶ پ. م، حوضه سیچوان از تمدن آن زمان، عصر برنز که در حوضه رود زرد در شمال شرقی متمرکز بود، جدا بود. کشف سانشینگدوی در سال ۱۹۸۷ یک غافلگیری بزرگ بود، زیرا نشان دهنده فرهنگ اصلی در چین نوسنگی بود که قبلاً ناشناخته بود. به نظر می‌رسد که مکان سانشینگدوی که در ۴۰ کیلومتری شمال چنگدو است، در حدود سال‌های ۲۰۵۰ تا ۱۲۵۰ پ. م، مرکز یک پادشاهی نسبتاً وسیع بوده است. اشیایی که در دو گودال گنج یافت شده‌ به سبکی متفاوت از اشیایی هستند که از مناطق شمالی دورتر یافت شده‌اند. این فرهنگ توسط بسیاری از باستان‌شناسان به عنوان فرهنگ پادشاهی شو پیشنهاد شده است.

## ایالت شو
تا قرن چهار پیش از میلاد در اسناد اولیه چینی، نام شو بسیار اندک آمده است. اگرچه در کتیبه‌های خط جیا گو ون دودمان شانگ اشاره‌های احتمالی به «شو» وجود دارد که نشان‌دهنده تماس بین شو و شانگ است، مشخص نیست که آیا شوهای ذکر شده به پادشاهی در سیچوآن یا سایر احتماعات در مکان‌های دیگر اشاره دارد. شو اولین بار در شوچینگ به عنوان یکی از متحدان پادشاه وو ژو نام برده شده است که به شکست شانگ در ۱۰۴۶ پ. م در نبرد مویه کمک کرد. با این حال، مدت کوتاهی پس از پیروزی ژو، در یی ژوشو ذکر شده است که یکی از زیردستان پادشاه وو، یک لشکرکشی علیه شو را رهبری کرد. پس از نبرد مویه، به نظر می‌رسد که تأثیرات شمالی بر شو در ابتدا افزایش یافته و سپس کاهش یافته است، در نتیجه شو از نظر فرهنگی متمایز باقی مانده بود. باستان‌شناسی ارتباط با شو را در اواخر دوره شانگ و اوایل دوره ژو پیشنهاد می‌کند، اما شواهد کمی از نفوذ ژو پسین وجود دارد. رانده شدن ژو از دره رودخانه وی در ۷۷۱ پ. م احتمالاً انزوای شو را افزایش داده است.
گزارش‌های مکتوب شو عمدتاً آمیزه‌ای از داستان‌های اساطیری و افسانه‌های تاریخی است که در سالنامه‌های محلی و یادداشت‌های متفرقه یافت می‌شود، که شامل مجموعه دودمان هان شووانگ بنجی (蜀王本紀) و تواریخ سلسله جین در هوایانگ است. چند نام از پادشاهان نیمه‌افسانه‌ای وجود دارد، مانند سانسونگ (蠶叢 به معنی "بوته کرم ابریشم"، ادعا می شود که بنیانگذار پرورش کرم ابریشم در سیچوان است)، بوگوآن (柏灌، "سرو آبیاری")، یوفو. (魚鳧، "باکلان")، و دویو (杜宇، "فاخته"). طبق تواریخ هوایانگ، سانسونگ نخستین پادشاه افسانه‌ای بود و چشمان برجسته داشت، در حالی که دویو به مردم کشاورزی آموزاند و پس از مرگش به فاخته تبدیل شد. در ۶۶۶ پ. م، مردی از چو به نام بیلینگ (鱉靈، به معنای "روح لاک پشت") دودمان کای‌مینگ (開明) را در شو تأسیس کرد که دوازده نسل تا زمان فتح چین دوام آورد. افسانه‌ها حاکی از آن است که بیلینگ در چو مرده بود و جسدش از رودخانه به سمت شو شناور شد و پس از آن دوباره زنده شد. زمانی که در شو بود، در مدیریت یک سیل موفق بود و دویو سپس به نفع او از سلطنت کنار رفت. گزارش بعدی بیان می‌کند که پادشاهان کای‌مینگ قبل از سفر به رود مین و گرفتن قدرت از دویو، جنوب شو را اشغال کرده بودند.

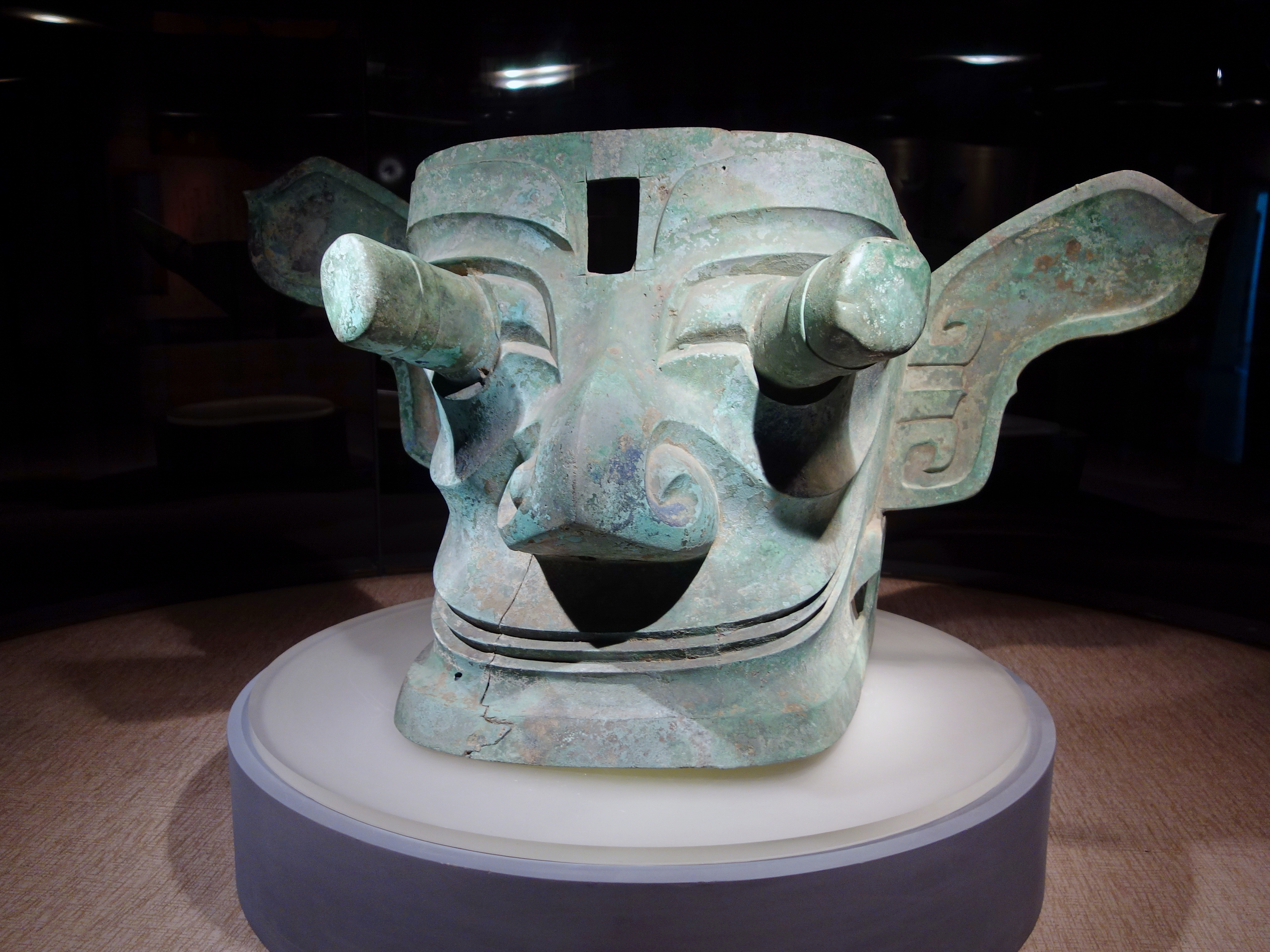
یک سر بزرگ برنزی با چشم‌های بیرون زده که تصور می‌شود تصویری از سانسونگ، اولین پادشاه نیمه‌افسانه‌ای شو باشد.

### فرهنگ باشو
با گسترش ایالت چو به سمت غرب به سمت دره هان و یانگ‌تسه ، مردم با به سمت غرب به سمت شو رانده شدند. در قرن پنجم و چهارم پیش از میلاد در سیچوان، باستان‌شناسان معتقدند که این تعامل به ایجاد فرهنگ باشو کمک کرده است. همچنین مقداری تأثیر چو بر دولت شو وجود داشت. در سال ۴۷۴ پ. م فرستادگان ایالت شو هدایایی به ایالت چین تقدیم کردند که اولین تماس ثبت شده بین این دو ایالت بود. بعداً سربازان شو از کوهستان چین‌لینگ عبور کردند و به پایتخت چین یونگ نزدیک شدند و در سال ۳۸۷ پ. م، نیروهای شو و چین در نزدیکی هانژونگ در بالادست رودخانه هان با هم درگیر شدند.

## شو زیر نظر چین و هان

### فتح توسط چین در ۳۱۶ پ. م

حوضه سیچوآن، پیش از فتح توسط چین، سده ۵ پیش از میلاد

در حدود ۳۳۸-۳۵۶ پ. م، شانگ یانگ با متمرکز کردن ایالت چین، آن را تقویت کرد. در سال ۳۳۷ پ. م، فرستادگان شو به سلطنت رسیدن پادشاه هوی‌ون چین، را به او را تبریک گفتند. تقریباً در این زمان جاده سنگی گاو بر فراز کوهستان ساخته شد تا چین و شو را به هم متصل کند. در حدود سال ۳۱۶ پ. م، مرزبان زو، که بخشی از جاده سنگی گاو را در اختیار داشت، با ایالت با درگیر شد و با برادرش، دوازدهمین پادشاه کایمینگ، ستیزید. مرزبان شکست خورد و به با و سپس به چین گریخت. ژانگ یی پیشنهاد کرد که چین باید این وحشی‌ها را نادیده بگیرد و به گسترش خود به سمت شرق در دشت مرکزی ادامه دهد. سیما کو پیشنهاد کرد که چین باید از ارتش برتر خود برای ضمیمه کردن شو، توسعه منابع خود و استفاده از قدرت اضافی برای حمله بعدی به شرق استفاده کند. پیشنهاد سیما کو پذیرفته شد و هر دو مشاور به عنوان سردار به جنوب گسیل شدند. دو ارتش در نزدیکی جایمنگ در رودخانه جیالینگ در قلمرو با به هم رسیدند. پادشاه کایمینگ در چندین نبرد شکست خورد و به سمت جنوب در وویانگ عقب‌نشینی کرد و در آنجا اسیر و کشته شد. چین سپس به متحدان خود پشت کرد و با را نیز ضمیمه کرد.

### حکومت چین و هان
در ۳۱۴ پ. م، پسر پادشاه فقید کایمینگ به عنوان مرزبان یائوتونگ شو منصوب شد تا همراه به عنوان یک فرماندار چین حکومت کند. در سال ۳۱۱ پ. م یکی از مقامات به نام چن ژوآنگ شورید و یائوتونگ را کشت. سیما کو و ژانگ یی دوباره به سیچوآن حمله کردند و چن ژوآنگ را کشتند. کایمینگ دیگری به نام مرزبان هوی گماشته شد. در ۳۰۱ پ. م، او درگیر دسیسه ای شد و در مواجهه با ارتش سیما کو تصمیم به خودکشی گرفت. پسر او، وان، آخرین مرزبان کایمینگ، از ۳۰۰ تا ۲۸۵ پ. م حکومت کرد و سپس به قتل رسید. (برخی می گویند که آن دورنگ وونگ در تاریخ ویتنام، یکی از اعضای خاندان کایمینگ بود که مردم خود را به سمت جنوب هدایت کرد.)
این فتح قلمرو، چین را بیش از دو برابر کرد و به آن منطقه‌ای امن از سایر ایالت‌ها به جز چو داد، اما قبل از اینکه مالیات آن به قدرت نظامی تبدیل شود، زمین باید توسعه می‌یافت. شو به «جون» یا فرمانداری تبدیل شد و به میدان آزمایش این نوع مدیریت تبدیل شد. چنگدو توسط دیواری عظیم احاطه شده بود. زمین دوباره توزیع شد و به قطعات مستطیلی تقسیم شد. ده‌ها هزار مهاجر از شمال آورده شدند. بسیاری از آنها محکوم یا افرادی بودند که به دلیل جنگ‌های شمال آواره شده بودند. آنها در ستون‌هایی که توسط مقامات چین نظارت می‌شد به سمت جنوب حرکت کردند. سیستم آبیاری بزرگ دوجیانگیان برای منحرف کردن رودخانه مین به سمت شرق به دشت چنگدو آغاز شد. مداخله چین در با، ظاهراً برای جلوگیری از بیگانگی مردم با جنگ در مرز چو، کم‌تر گسترده شد.
در طول فتح، چو در شرق با الحاق یوئه سرگرم بود. در سال ۳۱۲ پ. م، نیروهای چین و چو در بالای رودخانه هان با هم درگیر شدند. ژانگ یی از ترکیبی از تهدید و لاف برای جلوگیری از هرگونه دخالت چو استفاده کرد. بعدها یک ژنرال چو به نام ژوآنگ چیائو به سمت غرب حرکت کرد و قلمرو قبیله‌ای در جنوب یانگ تسه در جنوب شو را اشغال کرد. در سال ۲۸۱ پ. م، سیما کو از یانگ تسه عبور کرد و ارتباط او را با چو قطع کرد. او در پاسخ خود را پادشاهی مستقل اعلام کرد و او و نیروهایش به تدریج با جمعیت محلی ترکیب شدند. این امر مربوط به سال ۲۸۰ پ. م یا قبل از اینکه سردار بای چی به پایین رودخانه هان حرکت کند و پایتخت چو را تصرف کرد (۲۷۸ پ. م)، بود. در سال ۲۷۷ پ. م منطقه سه دره تصرف شد. این عمل برای ایجاد یک مرز جدید چین در شرق سیچوآن بود.
سیچوان در طول جنگ‌های پیش و پس از دودمان چین ساکت ماند و این نشان می‌دهد که سیاست همگون‌سازی چین موفق بوده است. بقایای باستان‌شناسی در شو از این دوره بسیار شبیه بقایای شمال چین است، در حالی که منطقه با تا حدودی متمایز باقی مانده بود. زمانی که لیو بانگ، لشکرکشی خود را برای تأسیس دودمان هان آغاز کرد، سیچوآن یک پایگاه تامین منابع مهم بود. در سال ۱۳۵ پ. م، در زمان امپراتور وو هان توسع‌طلب، ژنرال تانگ منگ، در تلاش برای رویکرد غیرمستقیم به پادشاهی نانیوئه، به سمت جنوب رودخانه یانگ تسه حرکت کرد و کمی بعد سیما شیانگرو به منطقه تپه‌ای در غرب سیچوان حرکت کرد.
این لشکرکشی‌ها به قلمرو قبیله‌ای گران‌تر از ارزششان بود و در ۱۲۶ پ. م هر دو لغو شدند تا منابع را به جنگ‌های شیونگ‌نو در شمال منتقل کنند. در همان سال ژانگ چیان از غرب بازگشت و گزارش داد که ممکن است راهی از سیچوان به هند برسد. تلاش برای انجام این کار توسط قبایل تپه‌ای جلوگیری شد. در ۱۱۲ پ. م، تانگ منگ جنگهای توسعه‌طلبانه خود را به سمت جنوب از سر گرفت. روش‌های خشن او به شورش در سیچوان انجامید و سیما شیانگرو برای اجرای سیاست معتدل‌تری وارد شد. در این زمان گسترش چین در سراسر کشور مسطح کشاورزی به حد طبیعی جغرافیایی رسیده بود. گسترش به منطقه تپه به سمت جنوب و غرب بسیار کندتر پیش رفت.